# دست به نقد
دست به نقد یک مجموعه کمدی آیتمی به کارگردانی شهاب عباسی است. این مجموعه در ۹۰ قسمت ۲۵ دقیقه‌ای، هرشب ساعت ۲۲:۰۰ از شبکه نسیم پخش می‌شد. این مجموعه از عید سعید فطر سال ۱۳۹۴ آغاز به پخش کرد.